# Jean Bouise
Jean Bouise (* 3. Juni 1929 in Le Havre; † 6. Juli 1989 in Lyon) war ein französischer Schauspieler. 

## Leben
Jean Bouise war seit 1961 als Schauspieler aktiv und seither in mehr als 100 Film- und Fernsehproduktionen zu sehen, hauptsächlich in Nebenrollen. Er wurde 1980 für seine Darstellung des Präsidenten Sivardière mit einem César als Bester Nebendarsteller ausgezeichnet und war 1976 und 1978 nominiert. Verheiratet war er mit Isabelle Sadoyan. Er starb 1989 im Alter von nur 60 Jahren an Lungenkrebs. 

## Filmografie (Auswahl)
- 1961: Tim und Struppi und das Geheimnis um das goldene Vlies
- 1964: Tim und Struppi und die blauen Orangen (Tintin et les oranges bleues)
- 1964: Ich bin Kuba (Soy Cuba)
- 1966: Der Krieg ist vorbei (La Guerre est finie)
- 1966: Die Haut des Anderen (Avec la peau des autres)
- 1968: Z
- 1970: Das Geständnis (L’Aveu)
- 1970: Die Dinge des Lebens (Les Choses de la vie)
- 1970: Aus Liebe sterben (Mourir d`Aimer, Morire d' Amore)
- 1971–1973: Die Abenteuer des Monsieur Vidocq (Les Nouvelles Aventures de Vidocq, Fernsehserie)
- 1972: Das Attentat (L’Attentat)
- 1972: Kerzenlicht (Les Feux de la Chandeleur)
- 1972: Der große Blonde mit dem schwarzen Schuh (Le grand blond avec une chaussure noire)
- 1972: Die kleinen Bosse (Les Caïds)
- 1973: Die Löwin und ihr Jäger (Les Granges brûlées)
- 1974: Der große Blonde kehrt zurück (Le retour du grand blond)
- 1974: Monsieur Dupont (Dupont Lajoie)
- 1975: Das alte Gewehr (Le Vieux Fusil)
- 1975: Zum Freiwild erklärt (Folle à tuer)
- 1975: Sondertribunal – Jeder kämpft für sich allein (Section spéciale)
- 1976: Mado
- 1976: Monsieur Klein
- 1977: Der Fall Serrano (Mort d’un pourri)
- 1977: Der Richter, den sie Sheriff nannten (Le Juge Fayard dit Le Shériff)
- 1977: Samstags immer, sonntags nie (Les Petits calins)
- 1978: Mord in Barcelona (Un papillon sur l’épaule)
- 1979: Damit ist die Sache für mich erledigt (Coup de tête)
- 1979: Anthrazit (Anthracite – cet âge est sans pitié)
- 1981: Mérette
- 1982: Constanzes Kochbuch (Un dessert pour Constance)
- 1982: Der letzte Kampf (Le Dernier combat)
- 1982: Worte kommen meist zu spät (Hécate, maîtresse de la nuit)
- 1983: Der Schrei nach Leben (Au nom de tous les miens)
- 1983: Edith und Marcel (Edith et Marcel)
- 1983: Ich glaube… (Credo)
- 1984: Die Teufelshochzeit (Noces des soufre)
- 1984: Zeit des Argwohns (L’Air du crime)
- 1985: Subway
- 1986: Death Town
- 1986: Letzter Sommer in Tanger (Dernier été à Tanger)
- 1987: Jenatsch
- 1988: Im Rausch der Tiefe (Le Grand Bleu)
- 1989: Die Französische Revolution (La Révolution française)
- 1990: Nikita